# Pavla vas
Pavla vas este o localitate din comuna Sevnica, Slovenia, cu o populație de 57 de locuitori.